# Noah Baumbach
Noah Baumbach (Brooklyn, Nueva York, 3 de septiembre de 1969) es un director de cine y guionista estadounidense.

## Biografía
Baumbach nació en Brooklyn, Nueva York. Su padre, Jonathan Baumbach, fue autor de ficción experimental y cofundador de la editorial Fiction Collective, enseñó en la Universidad Stanford y el College de Brooklyn de la Universidad de la Ciudad de Nueva York, y fue crítico de cine para Partisan Review. Su madre, Georgia Brown, fue crítica de cine para The Village Voice y también escribió ficción. Su padre era judío; su madre es protestante. Sus padres se divorciaron más tarde durante su adolescencia, lo que le sirvió de inspiración para su película de 2005 Una historia de Brooklyn. Baumbach tiene tres hermanos, dos de los cuales son de un matrimonio anterior de su padre.
Baumbach creció en Park Slope, Brooklyn, y estaba decidido a convertirse en cineasta desde muy joven. Las películas que influyeron en Baumbach incluyen The Jerk, National Lampoon's Animal House, El cielo puede esperar, The World According to Garp, E.T., el extraterrestre y Invasion of the Body Snatchers .
Se graduó de la escuela secundaria Midwood de Brooklyn en 1987 y recibió su licenciatura en inglés de Vassar College en 1991. Poco después, trabajó brevemente como mensajero en The New Yorker.

## Trayectoria
Inició su carrera muy joven. Tanto es así que cuando tenía veintisiete años ya había dirigido dos películas. Tras una crisis personal y un tiempo difícil ("me llevó otros siete años hacer otra película"), del que recuerda que fue un período crucial: "Me transformé y me convertí en lo que soy". Pertenece a una generación de cineastas que está en plena madurez: Wes Anderson, Spike Jonze o Alexander Payne.

### Década de 1990: primeros trabajos
Baumbach hizo su debut como escritor y director en 1995 a la edad de 26 años con Kicking and Screaming, una comedia sobre cuatro jóvenes que se gradúan de la universidad y se niegan a seguir adelante con sus vidas. La película fue protagonizada por Josh Hamilton, Chris Eigeman y Carlos Jacott y se estrenó en 1995 en el Festival de Cine de Nueva York. Baumbach fue elegido como uno de los "Diez nuevos rostros de 1996" de Newsweek.
En 1997 escribe y dirige Mr. Jealousy, una película sobre un joven escritor tan celoso de su novia que se cuela en las sesiones de terapia grupal de su exnovio para descubrir qué tipo de relación tenían. Luego coescribió (bajo el nombre de Jesse Carter) y dirigió (bajo el nombre de Ernie Fusco) la comedia de modales ambientada en Nueva York, Highball. Coescribió The Life Aquatic with Steve Zissou (2004) con Wes Anderson.

### Década de 2000: avance
Su película de 2005 The Squid and the Whale fue una comedia dramática semiautobiográfica sobre su infancia en Brooklyn y el efecto del divorcio de sus padres en la familia a mediados de la década de 1980. La película está protagonizada por Jeff Daniels y Laura Linney en los papeles de padres. En una entrevista con el autor Jonathan Lethem en BOMB Magazine, Baumbach dijo sobre la película: "A veces, cuando pienso en toda la experiencia de esto, comienza a convertirse en una broma dentro de una broma dentro de una broma. La película no solo está inspirada en mi infancia y el divorcio de mis padres, pero también fue el primer guion que no les mostré a mis padres mientras trabajaba en ello. No es que quisiera protegerlos de nada. Solo quería mantenerlo como mi propia experiencia. " The Squid and the Whale fue un éxito inesperado y un éxito de crítica, lo que le valió a Baumbach dos premios en el Festival de Cine de Sundance de 2005, así como una nominación al Premio Óscar al Mejor Guion Original. También recibió seis nominaciones al Premio Independent Spirit, tres nominaciones al Globo de Oro y el Círculo de Críticos de Cine de Nueva York, la Asociación de Críticos de Cine de Los Ángeles y la National Board of Review lo votaron como el mejor guion del año.
Baumbach escribió y dirigió la comedia dramática de 2007 Margot y la boda, protagonizada por su entonces esposa Jennifer Jason Leigh, Nicole Kidman, Jack Black y John Turturro. En la película, Kidman interpreta a una mujer llamada Margot que pasa varios días visitando a su hermana Pauline (Leigh) en la víspera de la boda de Pauline con el personaje de Black. Fue filmada en abril y mayo de 2006 en Hampton Bays y City Island, Bronx. La película fue lanzada en los Estados Unidos por Paramount Vantage el 16 de noviembre de 2007.
Baumbach ayudó a escribir y dirigir los cortometrajes Clearing the Air y New York Underground que se emitieron en Saturday Night Live. Las películas fueron coescritas y coproducidas por los miembros del reparto Fred Armisen y Bill Hader. New York Underground presentó a Hader como un periodista de rock británico haciendo una pieza sobre el peculiar músico underground Joshua Rainhorne (Armisen ha actuado como Joshua en numerosos eventos en vivo). Clearing the Air presentó a Hader, Armisen y Paul Rudd(quien fue el anfitrión invitado durante esa semana) tratando de aclarar las cosas sobre una chica con la que todos se acostaron. Ambas piezas se emitieron en SNL en el otoño de 2008.
Baumbach coescribió el guion de la versión cinematográfica de 2009 de El Superzorro de Roald Dahl con Wes Anderson, quien lo dirigió utilizando tecnología Stop motion.

### Década de 2010: éxito continuó
Su película Greenberg se estrenó en marzo de 2010 y fue nominada al Oso de oro en el 60.º Festival Internacional de Cine de Berlín.
En 2012, Baumbach dirigió el drama cómico Frances Ha, que coescribió con Greta Gerwig, quien también protagonizó. La película se proyectó en el Festival Internacional de Cine de Toronto. Baumbach filmó  Frances Ha con su director de fotografía Sam Levy digitalmente y en blanco y negro, este último para emular en parte las colaboraciones de Woody Allen y su director de fotografía Gordon Willis, en películas como Manhattan (1979). CBS News comparó el estilo de Frances Ha con las obras de Woody Allen, Jim Jarmusch y François Truffaut. Gerwig recibió una nominación al Globo de Oro por su actuación.
Baumbach ha "mostrado afinidad por escribir sobre la élite de la costa este".  Baumbach ha escrito una adaptación de la novela Prep de Curtis Sittenfeld. También coescribió el guion para Madagascar 3: Europe's Most Wanted de DreamWorks Animation. Trabajó en la adaptación de HBO de la novela de Jonathan Franzen Las correcciones, pero el piloto nunca se completó y HBO pasó el proyecto.
Baumbach escribió y dirigió la comedia dramática de 2014 While We're Young, protagonizada por Ben Stiller, Naomi Watts, Adam Driver y Amanda Seyfried. A24 lanzó la película el 27 de marzo de 2015, y la película recaudó más que todas las películas anteriores de Baumbach en la taquilla de Estados Unidos.
También dirigió y coescribió la comedia de 2015 Mistress America, protagonizada por Greta Gerwig y Lola Kirke. La película, que se estrenó en el Festival de Cine de Sundance, se estrenó al público en general el 14 de agosto. Ese mismo año presentó De Palma, un documental sobre el cineasta Brian De Palma que codirigió con Jake Paltrow. Se estrenó en el Festival Internacional de Cine de Venecia de 2015.
En 2017, The Meyerowitz Stories se lanzó el 13 de octubre en Netflix. Antes de su debut en streaming, la película fue seleccionada para competir por la Palma de Oro en la competencia principal del Festival Internacional de Cine de Cannes de 2017. La película se centra en una familia fracturada y disfuncional y está protagonizada por Dustin Hoffman, Ben Stiller, Adam Sandler y Emma Thompson. En el agregador de reseñas Rotten Tomatoes, la película tiene una calificación de aprobación del 92% basada en 181 reseñas y una calificación promedio de 7.66 / 10. El consenso crítico del sitio web dice: "Las historias de Meyerowitz (nuevas y seleccionadas) observan la dinámica familiar a través de la lente agridulce del escritor y director Noah Baumbach y los impresionantes esfuerzos de un elenco notable". En Metacritic, que asigna una calificación normalizada, la película tiene un puntaje promedio ponderado de 79 sobre 100, basado en 40 críticos, lo que indica "críticas generalmente favorables".
En 2019, Baumbach escribió, produjo y dirigió Historia de un matrimonio. La película sigue a una pareja del espectáculo y la ruptura de su matrimonio seguida de un divorcio emocional anterior. La película fue protagonizada por Adam Driver y Scarlett Johansson como la pareja, Charlie y Nicole. Alan Alda, Ray Liotta y Laura Dern también retratan a los abogados involucrados. La película también contó con las actuaciones de Merritt Wever, Julie Hagerty y Wallace Shawn. La película se estrenó con gran éxito en el Festival Internacional de Cine de Venecia, antes de ser lanzada en Netflix el 6 de noviembre de 2019, y muchos la clasificaron entre los mejores trabajos de Baumbach. La película recibió seis nominaciones a los Premios Óscar, incluidas mejor película y al mejor guion original. Driver y Johansson también recibieron nominaciones. Laura Dern ganó el Oscar por su interpretación de la astuta pero manipuladora abogada Nora.

## Influencias
Baumbach ha señalado que Woody Allen ha sido "una influencia obvia", afirmando: "Él fue la mayor influencia de la cultura pop en mí". Baumbach citó las películas Manhattan , Zelig y Broadway Danny Rose como influencias en su trabajo. También ha citado a Ernst Lubitsch, Max Ophüls, Jean Renoir, Robert Altman, Peter Bogdanovich, Spike Lee, Whit Stillman, Steven Spielberg, así como la Comedia screwball de los años 30 y 40, y las películas de la Nouvelle vague como influencias.

## Director
- 1995: Kicking and Screaming
- 1997: Highball
- 1997: Mr. Jealousy
- 2005: The Squid and the Whale
- 2007: Margot y la boda
- 2010: Greenberg
- 2013: Frances Ha
- 2014: While We're Young
- 2015: Mistress America
- 2017: The Meyerowitz Stories
- 2019: Marriage Story
- 2022: White Noise

## Guionista
- 1995: Kicking and Screaming
- 1997: Highball
- 1997: Mr. Jealousy
- 2004: The Life Aquatic with Steve Zissou (La Vida Acuática de Steve Zissou)
- 2005: The Squid and the Whale (Una historia de Brooklyn)
- 2007: Margot at the Wedding (Margot y la boda)
- 2007: Fantastic Mr. Fox
- 2010: Greenberg
- 2012: Madagascar 3: Europe's Most Wanted
- 2013: Frances Ha
- 2014: While We're Young
- 2015: Mistress America
- 2015: De Palma[32]
- 2017: The Meyerowitz Stories
- 2019: Marriage Story
- 2023: Barbie

## Vida personal
Baumbach conoció a la actriz Jennifer Jason Leigh en 2001, cuando ella participaba en la obra de Broadway Proof. Se casaron el 2 de septiembre de 2005. Tienen un hijo, Rohmer. Leigh le pidió el divorcio en noviembre de 2010, en Los Ángeles, citando diferencias irreconciliables. El divorcio tuvo lugar en septiembre de 2013. Mantiene una relación sentimental y artística con Greta Gerwig, con la cual comenzó a salir a finales de 2011. En marzo de 2019 fue anunciado que habían tenido un hijo. En noviembre de 2022 se hizo público que estaban esperando su segundo hijo en común, el cual nació en abril de 2023.

## Premios y distinciones
Premios Óscar
| Año  | Categoría            | Película                | Resultado |
| ---- | -------------------- | ----------------------- | --------- |
| 2006 | Mejor guion original | The Squid and the Whale | Nominado  |
| 2023 | Mejor guion adaptado | Barbie                  | Nominado  |

Premios BAFTA
| Año  | Categoría            | Película | Resultado |
| ---- | -------------------- | -------- | --------- |
| 2023 | Mejor guion original | Barbie   | Nominado  |

Premios Globos de Oro
| Año  | Categoría   | Película | Resultado |
| ---- | ----------- | -------- | --------- |
| 2024 | Mejor guion | Barbie   | Nominado  |